# Amentotaxus assamica
Amentotaxus assamica är en barrväxtart som beskrevs av D.K. Ferguson. Amentotaxus assamica ingår i släktet Amentotaxus och familjen idegransväxter. Inga underarter finns listade i Catalogue of Life.
Arten förekommer i tre fuktiga skogar i delstaten Arunachal Pradesh i Indien. Kanske lever mindre populationer i angränsande områden av Kina. Utbredningsområdet ligger 1600 till 2000 meter över havet. I skogarna där Amentotaxus assamica ingår hittas även växter som tillhör eksläktet, släktet Castanopsis, lönnsläktet och släktet Rhododendron. Glest fördelat förekommer arter av magnoliasläktet, av micheliasläktet, Corylopsis himalayana, Betula alnoides, Carpinus viminea och Exbucklandia populnea.
Beståndet hotas av intensivt skogsbruk och av skogarnas omvandling till jordbruksmark. I regionen saknas skyddszoner. IUCN listar Amentotaxus assamica på grund av beståndets minskning och med anledningen av den begränsade utbredningen som starkt hotad (EN).